# Love Spreads
Love Spreads — це пісня гурту «The Stone Roses», яка була видана перщим синглом з їхнього другого студійного альбому Second Coming, у литопаді 1994 року.

## Композиції

### 7"
1. «Love Spreads» (5:46)
2. «Your Star Will Shine» (2:56)

### 12"
1. «Love Spreads» (5:46)
2. «Your Star Will Shine» (2:56)
3. «Breakout» (6:04)
4. «Groove Harder» (4:26)

### CD
1. «Love Spreads» (5:46)
2. «Your Star Will Shine» (2:56)
3. «Breakout» (6:04)